# Gã-Mamudo
Gã-Mamudo (również Gamamundo) – miasto w Gwinei Bissau, w regionie Bafatá. Gã-Mamudo jest stolicą rozległego sektora o powierzchni 903 km², który zamieszkuje 24564 osób. Większość mieszkańców pochodzi z ludów Fulbe i Mandinka.